# Olesya Rulin
Olesya Rulin (Rússia, 17 de març del 1986) és una actriu nord-americana originària de Likhoslavl, Rússia. El seu treball més conegut ha estat "Kelsi Nielsen" en la pel·lícula de Disney "High School Musical", fent diverses pel·lícules més amb la nomenada factoria. Olesya s'ha entrenat com ballarina de ballet clàssic i model.

## Filmografia
| Any  | Títol                                         | Paper                         | Altres dades                     |
| ---- | --------------------------------------------- | ----------------------------- | -------------------------------- |
| 2001 | The Poof Point                                | Annie                         | Per al canal (Disney Channel)    |
| 2001 | Hounded                                       | Noia #1                       |                                  |
| 2002 | Touched by an Angel                           | Estudiant de High School      | 1 episodi                        |
| 2004 | Everwood                                      | Noia borratxa                 | 1 episodi                        |
| 2004 | Halloweentown High                            | Natalie                       | Per al canal (Disney Channel)    |
| 2005 | Urban Legends: Bloody Mary                    | Mindy, l'amiga de Samantha #2 | Pel·lícula només en DVD          |
| 2005 | Mobsters and Mormons                          | Julie Jaymes                  | Protagonista                     |
| 2006 | High School Musical                           | Kelsi Nielsen                 | Per al (Disney Channel)          |
| 2006 | Vampire Chicks with Chainsaws                 | Sariah                        | Pel·lícula només en DVD          |
| 2007 | Un passatemps nord-americà (American Pastime) | Cathy Reyes                   | Protagonista                     |
| 2007 | The Dance                                     | Britney                       |                                  |
| 2007 | High School Musical 2                         | Kelsi Nielsen                 | Per al canal (Disney Channel)    |
| 2008 | Major Movie Star                              | Petrovich                     | Protagonista                     |
| 2008 | Forever Strong                                | -                             | -                                |
| 2008 | High School Musical 3: Senior Year            | Kelsi Nielsen                 | Data d'estrena: octubre del 2008 |
| 2009 | Flying By                                     | Ellie                         | Post-producció                   |